# بدء نظام القروض
برنامج بدء نظام القروض، هو برنامج مدعوم من حكومة المملكة المتحدة يقدم التمويل والتوجيه والدعم لأصحاب المشاريع الذين يتطلعون إلى بدء (أو تنمية) عمل تجاري في إنجلترا واسكتلندا وويلز وأيرلندا الشمالية.

## التاريخ
في عام 2012 ، 151 جنيهًا إسترلينيًا تم توفير مليون دولار للخطة من قبل الحكومة لمساعدة رواد الأعمال بهدف بدء 30 ألف شركة جديدة بحلول عام 2016.
في بيان خريف 2015 ، أعلنت الحكومة أنها ستستمر في دعم البرنامج لما تبقى من فترتهم الحالية. والهدف من ذلك هو دعم 10 آلاف رائد أعمال آخر سنويًا ، ليرتفع العدد الإجمالي إلى 75000 بحلول عام 2020
تتم إدارة البرنامج من قبل شركة شركة بدء نظام القروض ، وهي شركة تابعة لبنك الأعمال البريطاني ، ويتم تسليمه من خلال شبكة من "شركاء التسليم  " في جميع أنحاء البلاد ، بما في ذلك منظمات مثل Business Enterprise Fund و Transmit Start-Ups ، مركز الأعمال الصغيرة في شرق لندن ، The Prince's Trust ، X- Force ، BizBritain و Bright Ideas Trust .
تتمثل مهمة برنامج بدء نظام القروض في تزويد رواد الأعمال بالأدوات اللازمة لإنجاح أعمالهم في جميع الصناعات والقطاعات.
تم إنشاء مخطط قروض البدء في وزارة الأعمال والابتكار والمهارات بالمملكة المتحدة (BIS).
عند إطلاقه ، أعلن مخطط قروض الشركات الناشئة عن 12 سفيراً  من جميع أنحاء المملكة المتحدة كأداة تحفيزية ولتقديم أمثلة على حالات رواد الأعمال الشباب الذين بدأوا أعمالهم الخاصة. هؤلاء السفراء هم: كاري جرين ، رابطة رائدات الأعمال ؛ جودي كوك (ني كول) ، جي سي سوشيال ميديا ؛ آدم هيلدريث ، كريسب ثينكينج ؛ إميلي Bendell، Bluebella . زوي جاكسون MBE ، ليفينج ذا دريم ؛ رومي لويس ، مطبخ لولا ؛ جيمس إيدير ، مجموعة الفول ؛ جورجي كوبر ، Pretaportobello.com ؛ جيمس بون ، الفيل ذو العلامات التجارية ؛ روبن كوستوكي ، Flavrbox.com ؛ ريتشارد هورتلي ، Rampant Sporting ؛ ماريا ألين ، مجوهرات ماريا ألين.

### معالم
في يوليو 2014 ، تم الإعلان عن إصدار 20000 قرض بموجب البرنامج ، بقيمة تزيد عن 100 مليون جنيه إسترليني.
تم الإعلان أيضًا في نهاية عام 2015 أنه تم دعم ما يقرب من 35000 رائد أعمال حتى الآن ، بقيمة إجمالية تبلغ 180 مليون جنيه إسترليني.
في كانون الأول (ديسمبر) 2015 ، أصدر Transmit Start-Ups ، أحد أكبر شركاء التسليم الوطنيين ، مخطط معلومات بياني يتضمن إنجازات قروضهم حتى الآن .
في فبراير 2016 ، أعلنت شركة Start Up Loans Company أنها أقرضت أكثر من 200 مليون جنيه إسترليني وأنها كانت في منتصف الطريق تقريبًا نحو هدفها المتمثل في 75000 قرض.

## العمر الأقصى
بعد التوصيات بإلغاء الحد الأقصى للعمر (30 عامًا أو أقل) لأهلية برنامج قروض بدء التشغيل ، أعلن رئيس الوزراء ديفيد كاميرون أن الحكومة سترفع الحد الأقصى للعمر عن البرنامج.

## مزيد من التمويل
في سبتمبر 2013 ، أعلن رئيس الوزراء ديفيد كاميرون أنه سيتم تخصيص تمويل إضافي بقيمة 34 مليون جنيه إسترليني لخطة قروض البدء.

## روابط خارجية
- www.startuploans.co.uk
- www.befund.org
- www.transmitstartups.co.uk
- www.bizbritain.com